# Pradosia argentea
Pradosia argentea — рослина з родини Сапотові, яка вважається ендемічною для Перу .